# Obrova cesta
Obrova cesta je netradiční turistická trasa, naučná stezka či cyklostezka v části Hrabovo města Ružomberok v okrese Ružomberok na Slovensku. Nachází se také v pohoří Velká Fatra v Žilinském kraji.

## Historie a popis stezky
Stezka tvoří propojení mezi turisticky nejfrekventovanějšími místy v Ružomberku a to mezi Hrabovskou dolinou a Čutkovskou dolinou. Vede po asfaltové cestě a lesní cestě s částečně asfaltovým povrchem. Je v kopcovitém terénu s mírným převýšením a vhodná i pro běžná kola. Název trasy je spojen s fiktivním obrem jménem Čutko, který přebývá v Čutkovské dolině a na jehož cestě lze nalézt věci, které poztrácel. S Obrovou cestou se pojí doprovodný program úkolů a ocenění pro dětí na místních atrakcích. Vede do dětského areálu Obrovo v Čutkovské dolině. Trasa navazuje na Medvědí cestu.

## Umělecká díla na stezce
Na obrově stezce jsou informační panely s nápisem „Čutko žije“ a tato dřevěná díla:
- Obrův obraz (slovensky Obrov obraz) – autor Martin Bajo,
- Obrovy brýle (Obrove okuliare) – Ľubomír Žila,
- Obrovy pastelky (Obrové pastelky) – Peter Staško,
- Obrova stolička – Vladimír Lofaj,
- Obrův dalekohled (Obrov ďalekohľad) – Michal Hanula,
- Obrova naběračka (Obrova naberačka) – Martina L. a kol.,
- Obrův prsten (Obrov prstěň) – Martin Moravčík.

## Další informace
Obrova cesta je celoročně volně přístupná.

## Galerie

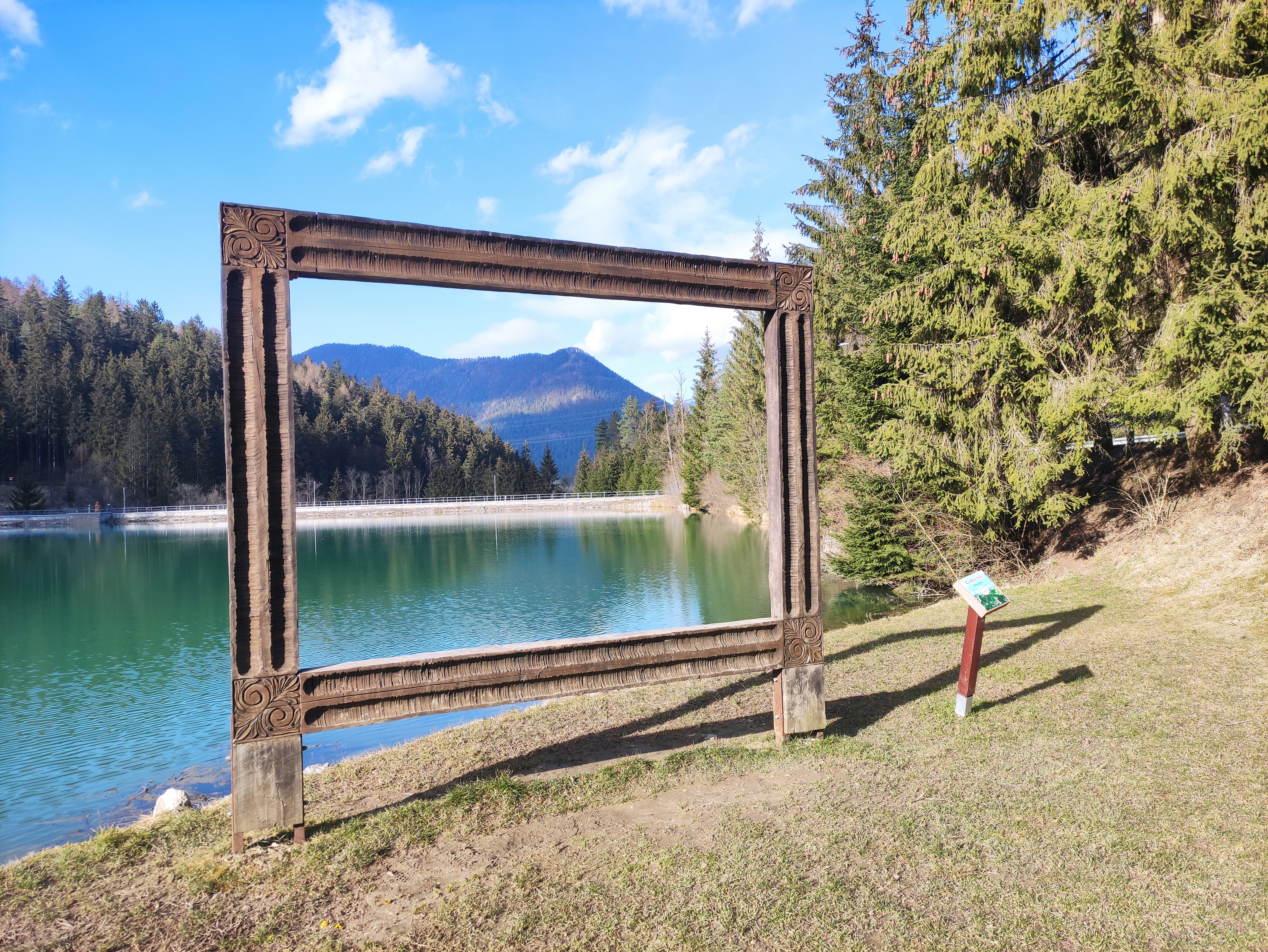
Obrův obraz (Obrov obraz)
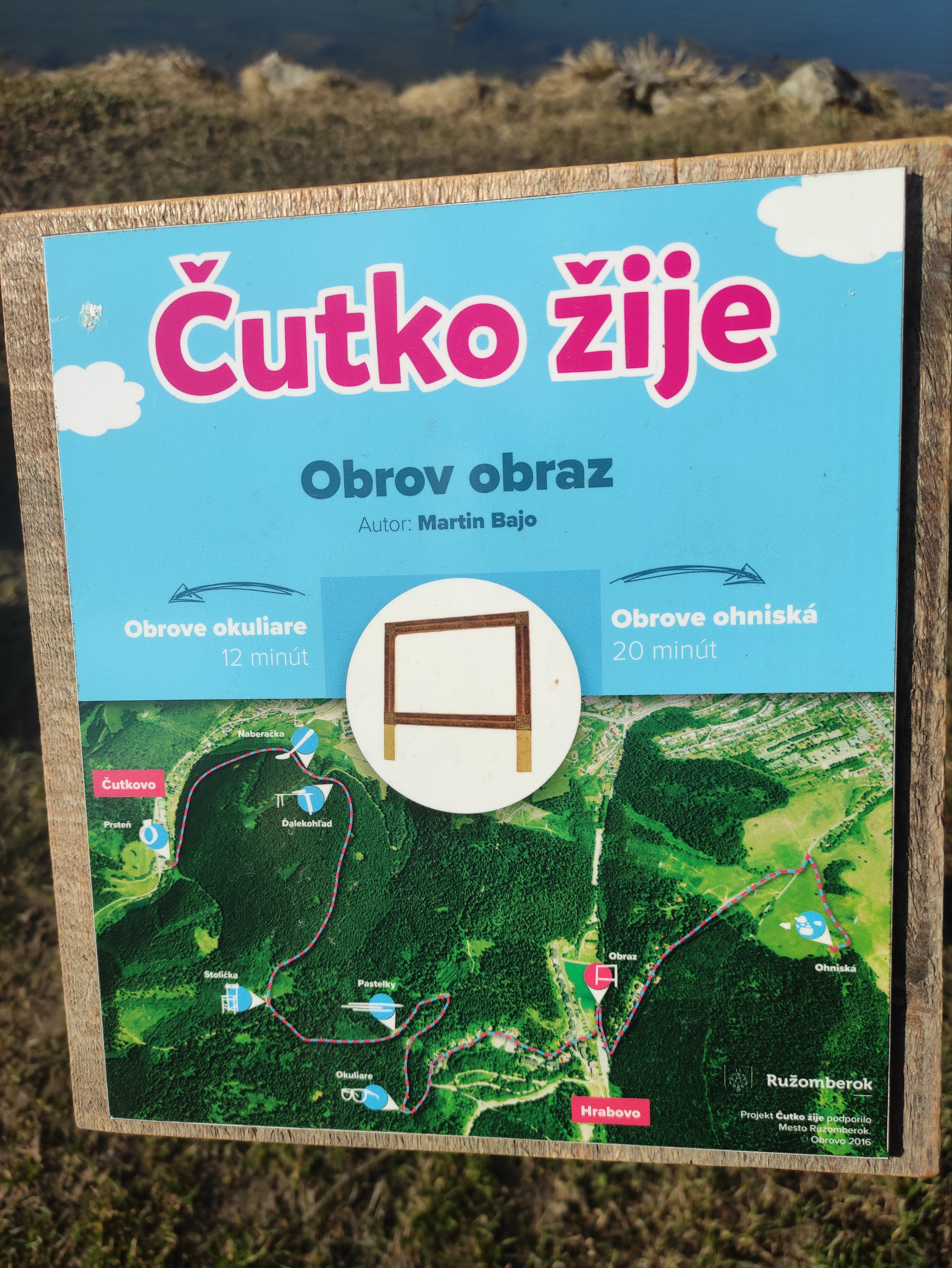
Obrův obraz (Obrov obraz)
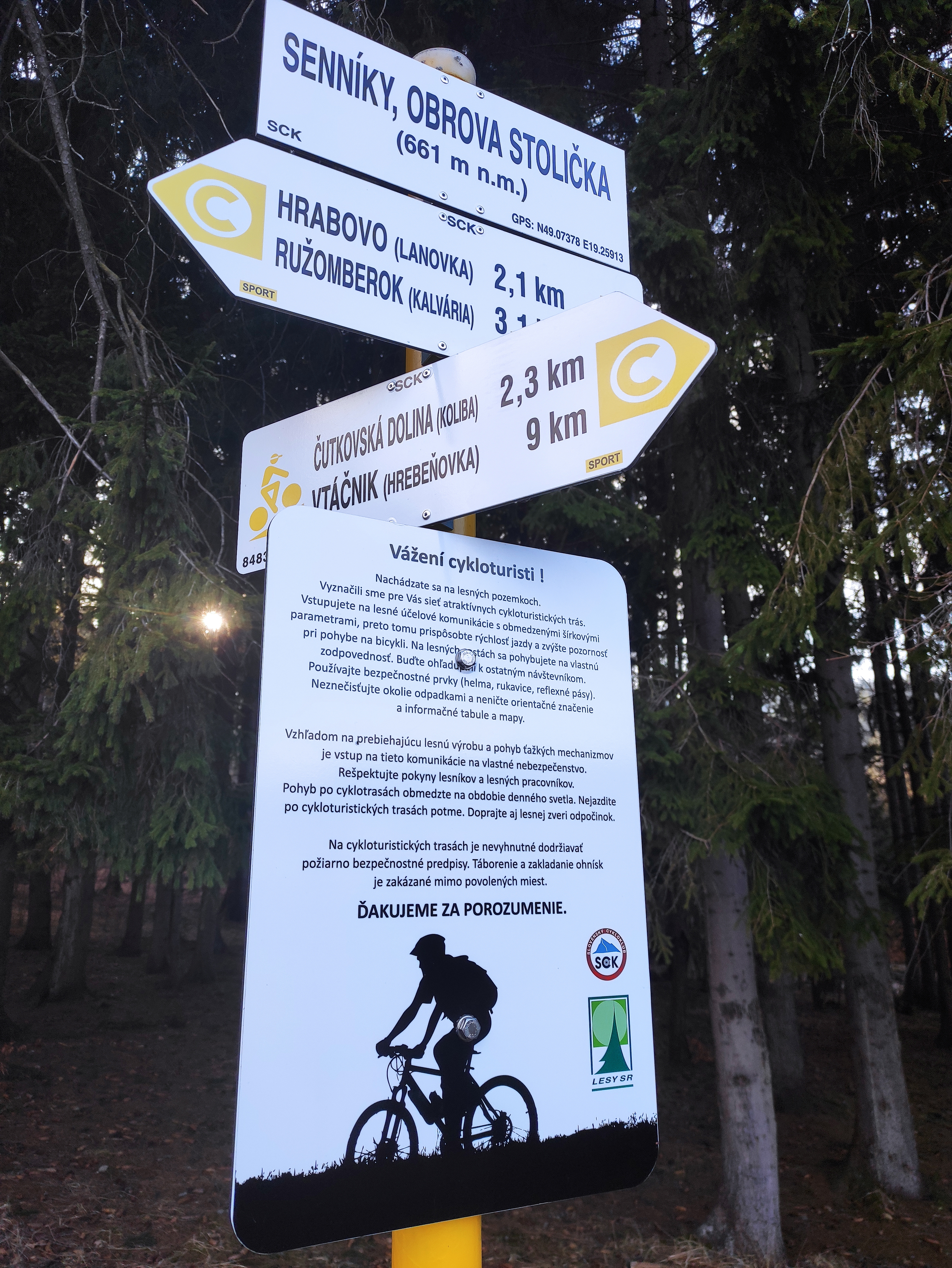
Turistický rozcestník na stezce
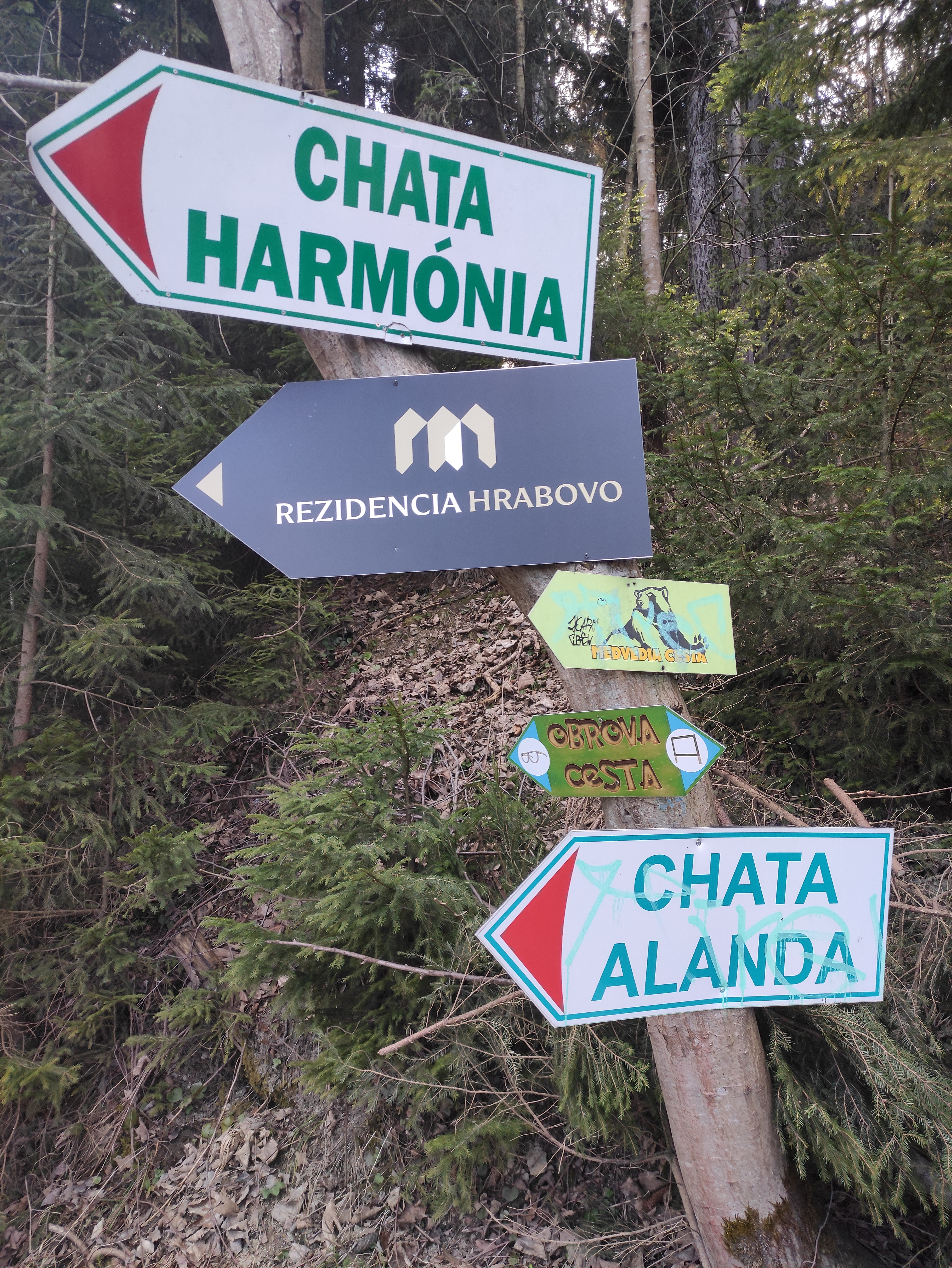
Turistický rozcestník na stezce
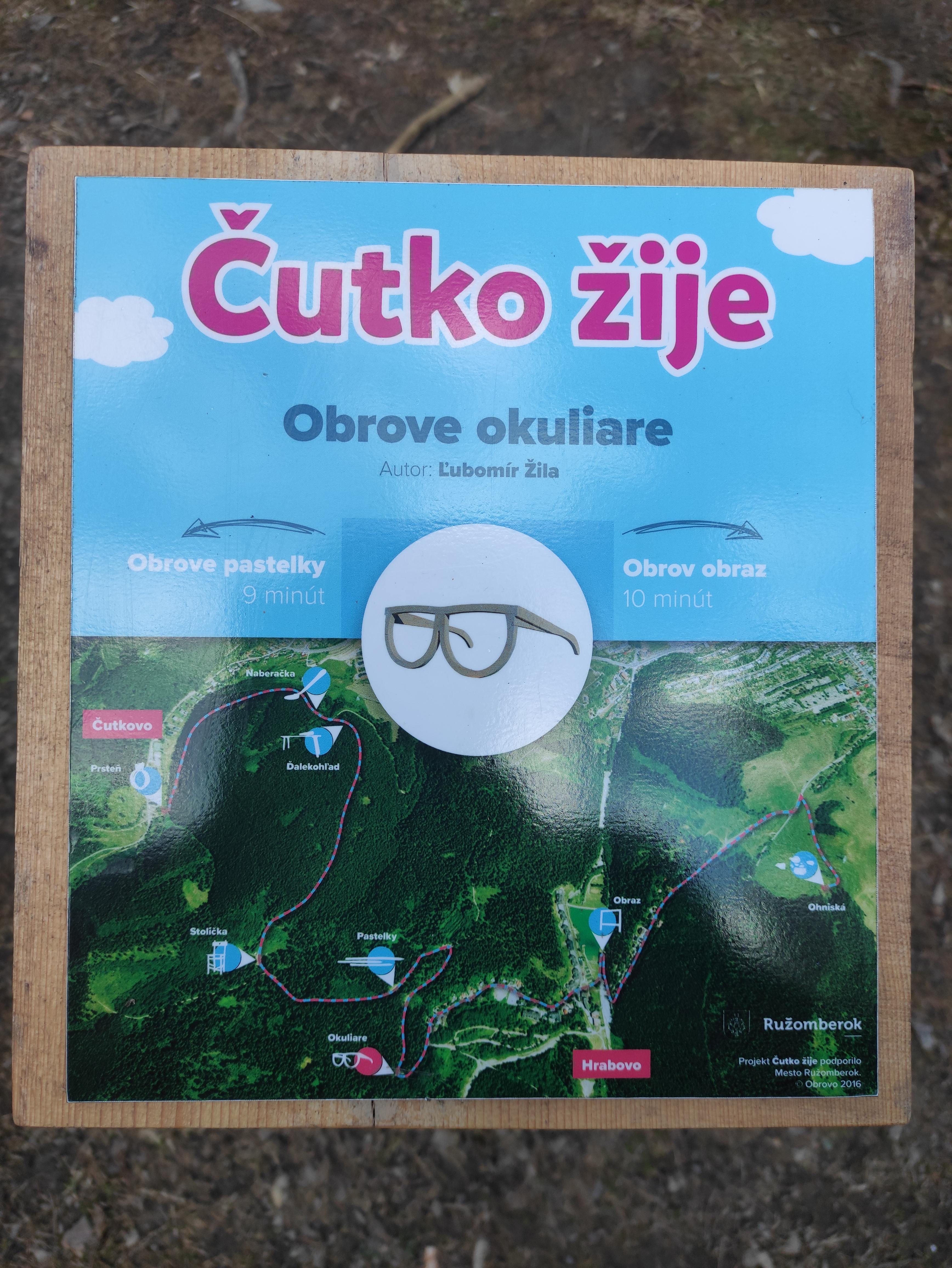
Obrovy brýle (Obrove okuliare)
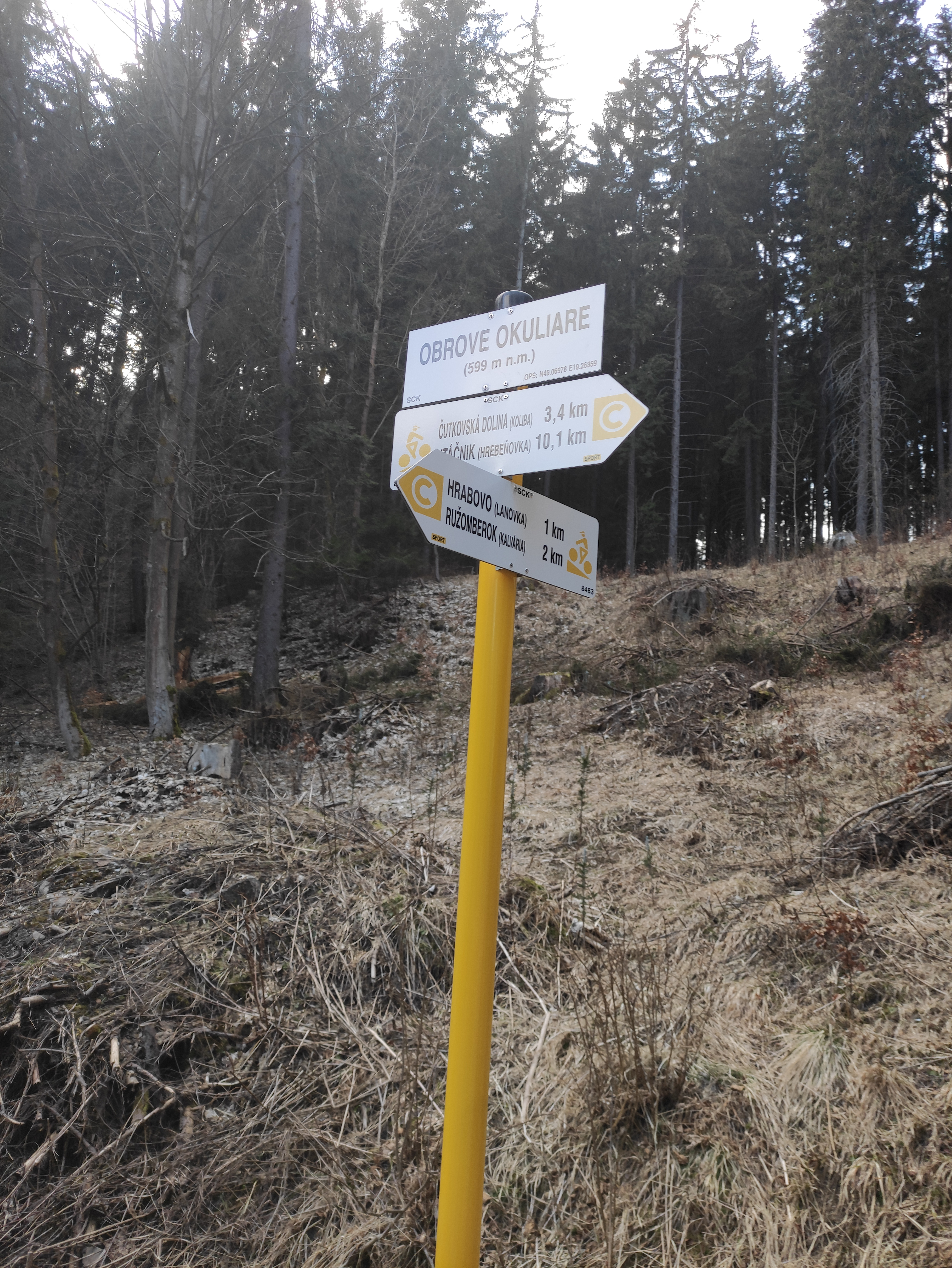
Turistický rozcestník na stezce
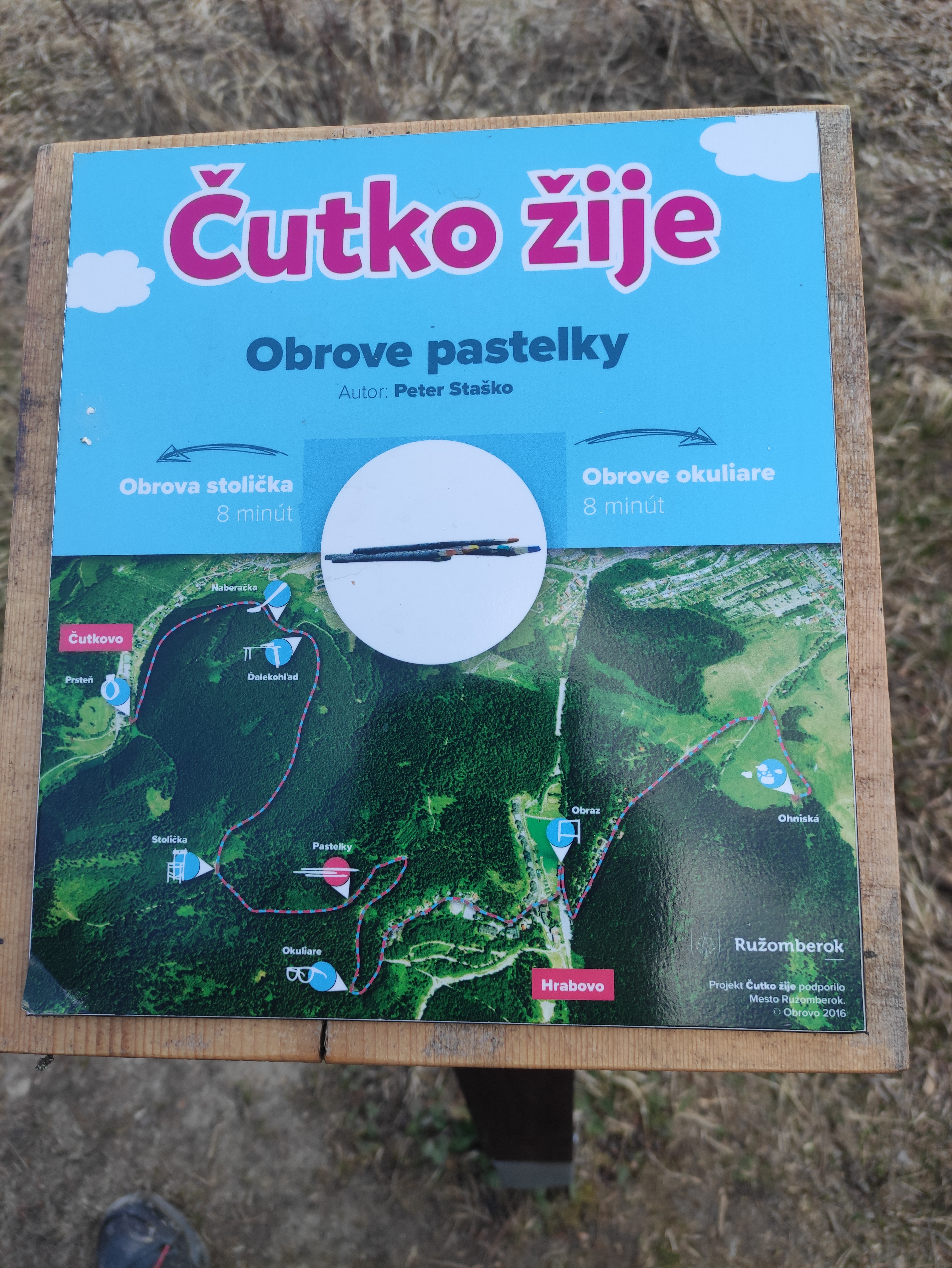
Obrovy pastelky (Obrove pastelky)
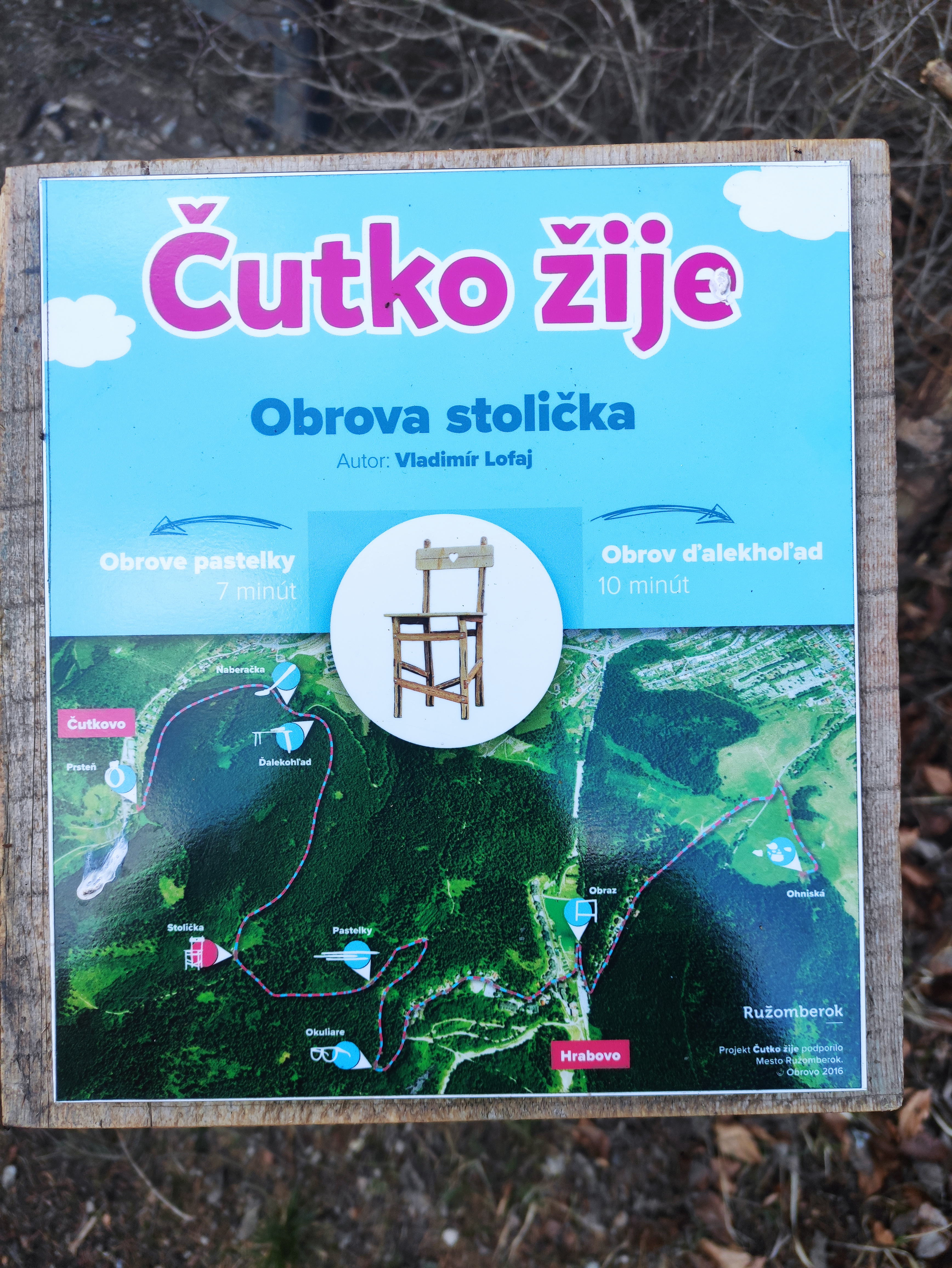
Obrova židle (Obrova stolička)
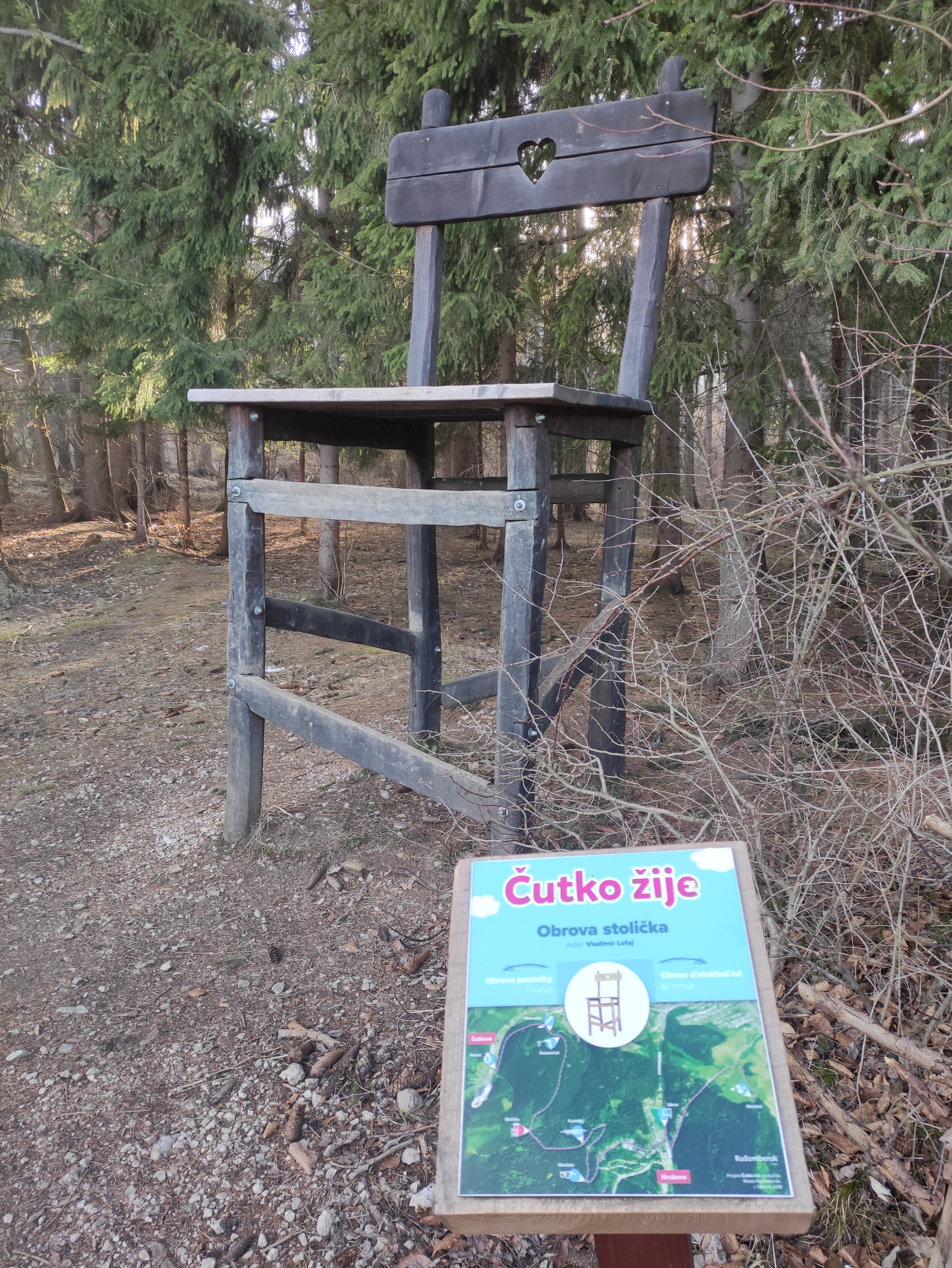
Obrova židle (Obrova stolička)
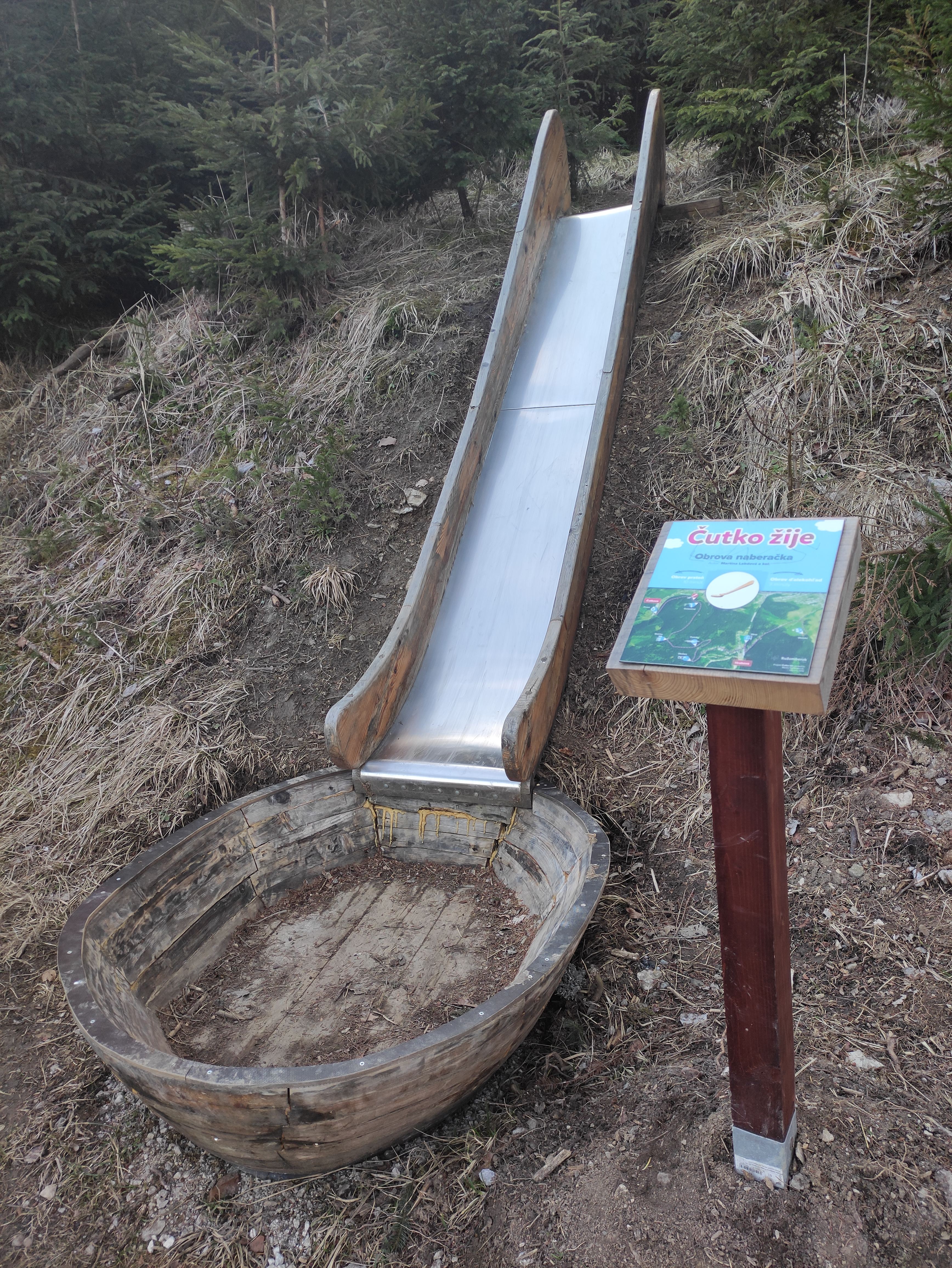
Obrova naběračka (Obrova naberačka)
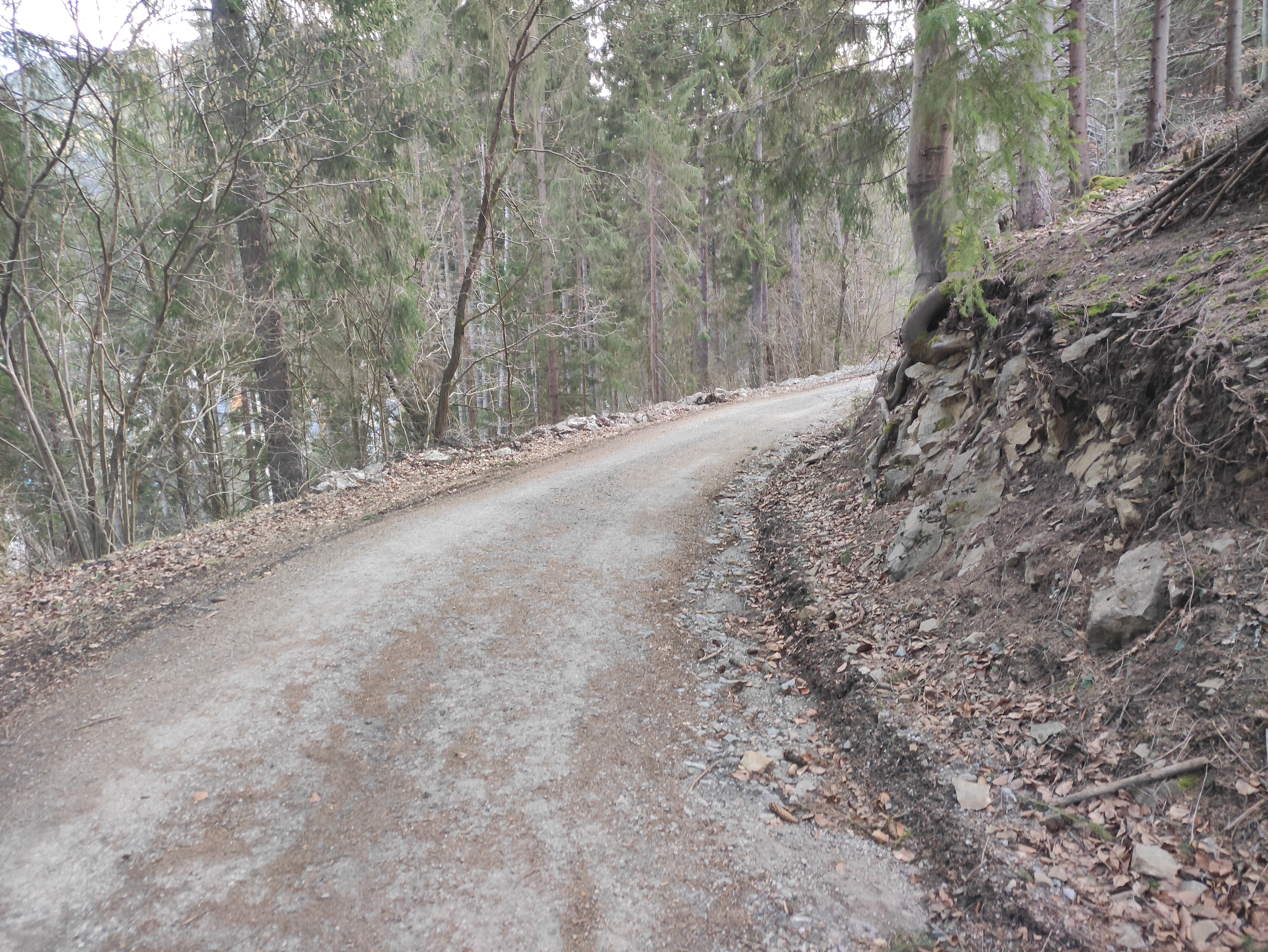
Lesní silnice na stezce
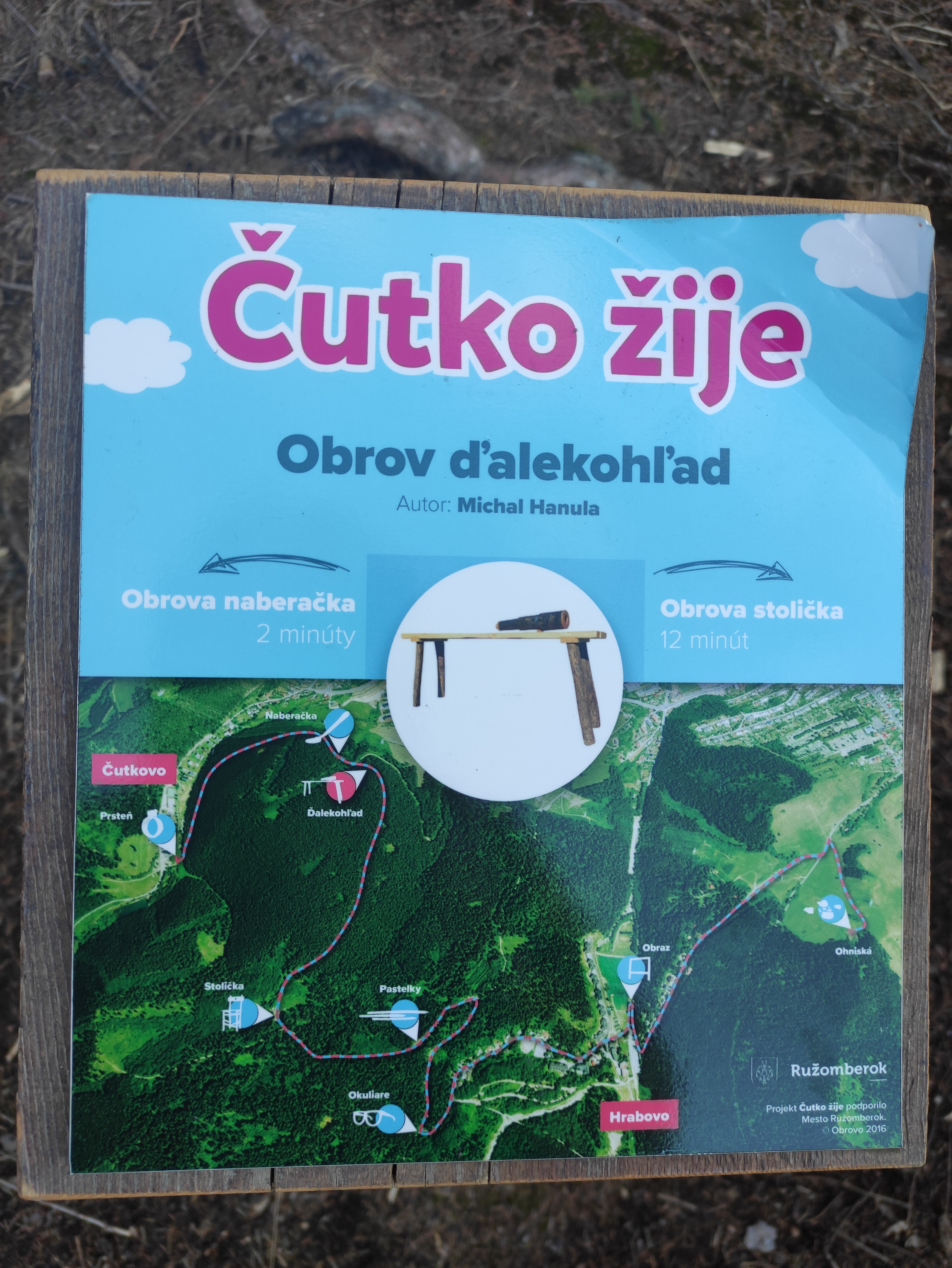
Obrův dalekoled (Obrov ďalekohľad)
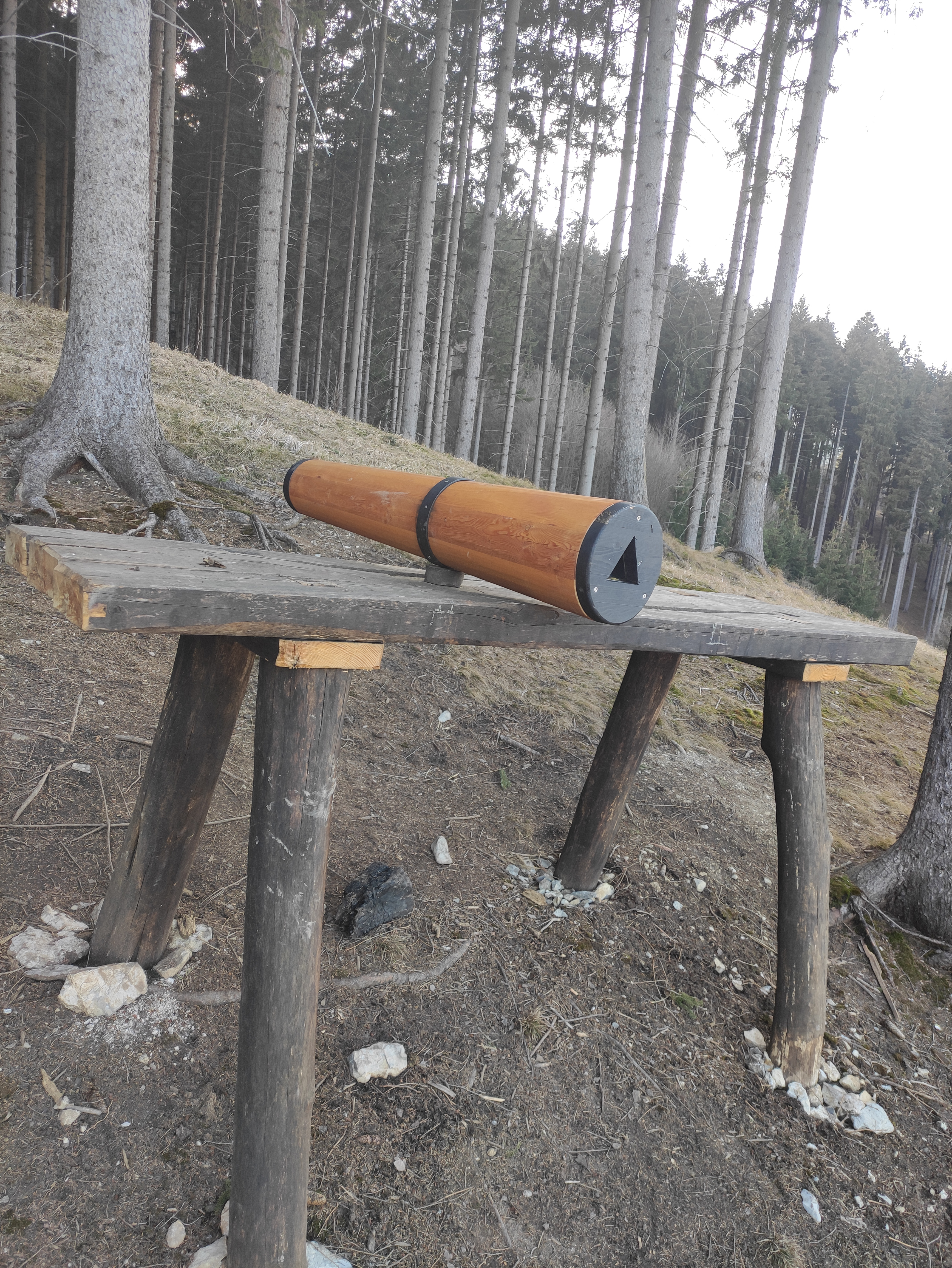
Obrův dalekoled (Obrov ďalekohľad)